# Fahrraddynamo

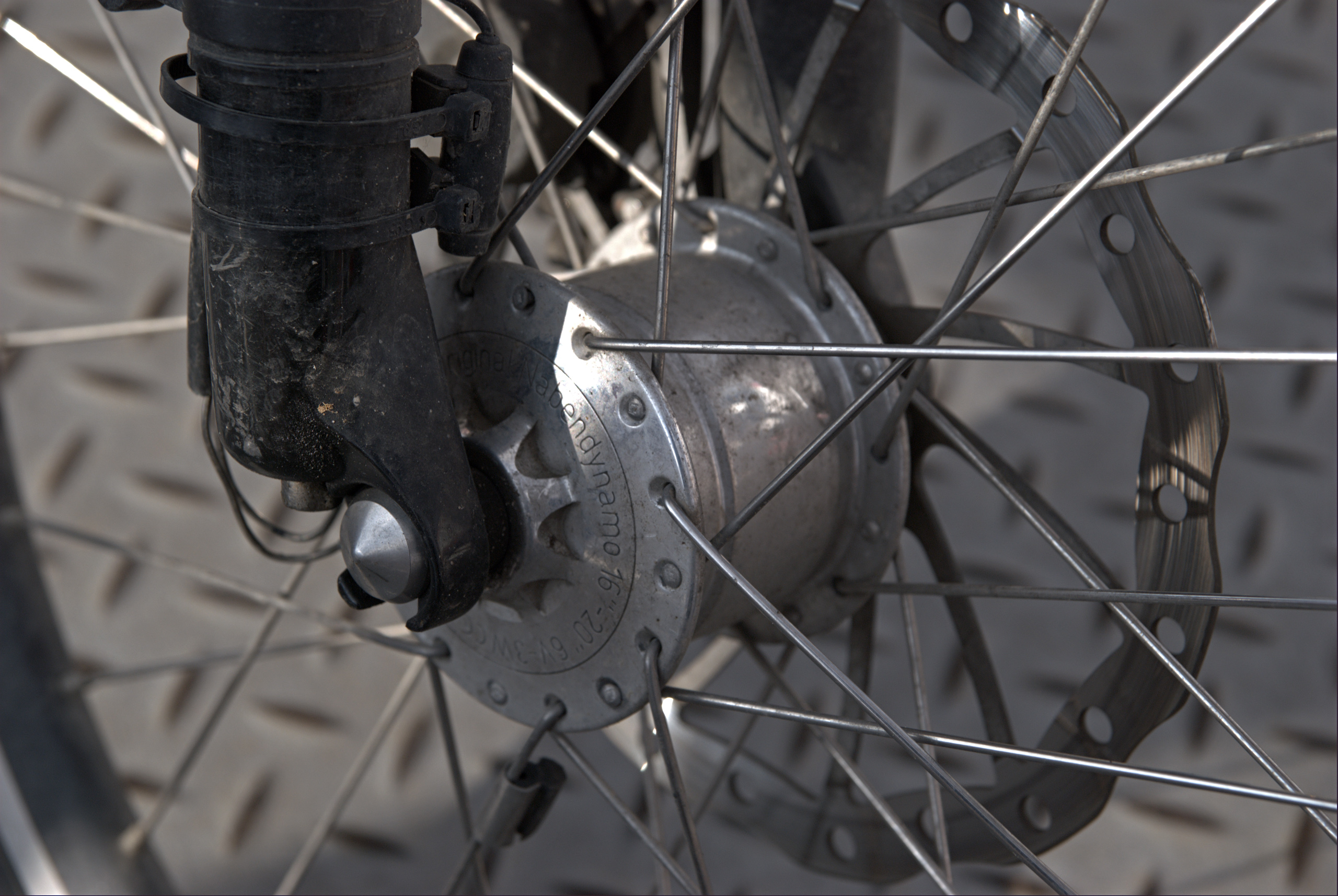
Nabendynamo

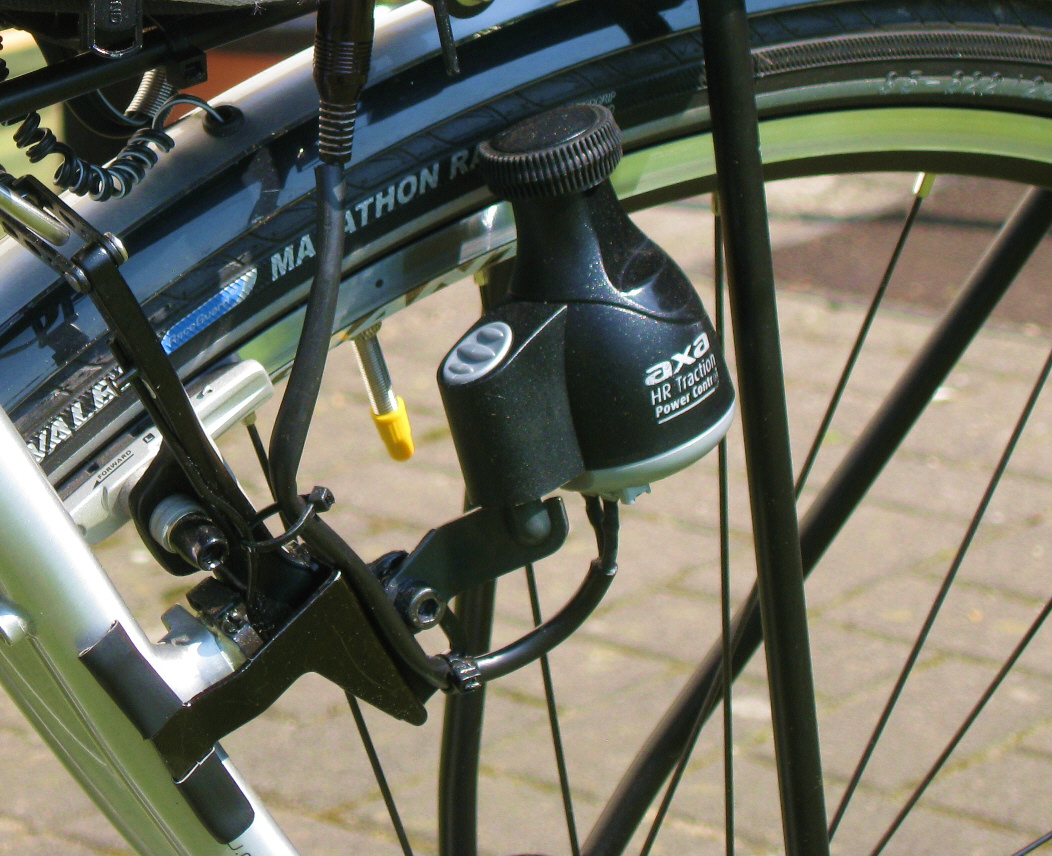
Seitenläuferdynamo, auf Bremssockel montiert

Ein Fahrraddynamo (von altgriechisch δύναμις dýnamis „Kraft, Fähigkeit, Vermögen“; Schweizer Hochdeutsch Velodynamo, kurz Dynamo, auch Lichtmaschine) ist ein kleiner elektrischer Generator, der während der Fahrt die Stromversorgung der Fahrradbeleuchtung mittels der Umwandlung einer von einem der Laufräder abgenommenen Drehkraft in elektrischen Strom sicherstellt.

## Technischer Hintergrund
Da zumindest Fahrräder mit reinem Tretantrieb über kein Bordnetz mit einer Stromquelle wie einen Schwunglichtmagnetzünder, wie er zum Beispiel bei Mofas, Mopeds oder Rollern üblich ist, verfügen, ist eine andere Methode zur Erzeugung des für die Beleuchtung notwendigen Stromes erforderlich. Bei der Dynamobeleuchtung wird die durch Muskelkraft oder Bergabfahrt anliegende Drehkraft der Laufräder im Inselsystem Fahrrad zur Stromerzeugung genutzt. Als Energieumwandler fungiert dabei der Dynamo.
Modernere E-Bikes verfügen oft über einen „Lichtport“ genannten Stromausgang, an welchem in einem für spezielle LED-Lampen geeigneten Spannungsbereich Gleichstrom, der durch die Motorelektronik aus der Akkuspannung des Traktionsakkus heruntergeregelt wird, entnommen werden kann. Für solche Räder ist kein Dynamo erforderlich. Dabei ist zu beachten, dass LED-Scheinwerfer und -Lichter, die für E-Bikes gedacht sind, in der Regel nicht kompatibel mit Dynamobeleuchtungen sind (Gleichstrom statt Wechselstrom, Überspannungsbegrenzung, evtl. andere Spannungslage – 12 V).
Eine Alternative zur Dynamobeleuchtung sind mit Batterien oder Akkus betriebene Lichter.

## Konstruktionsprinzip

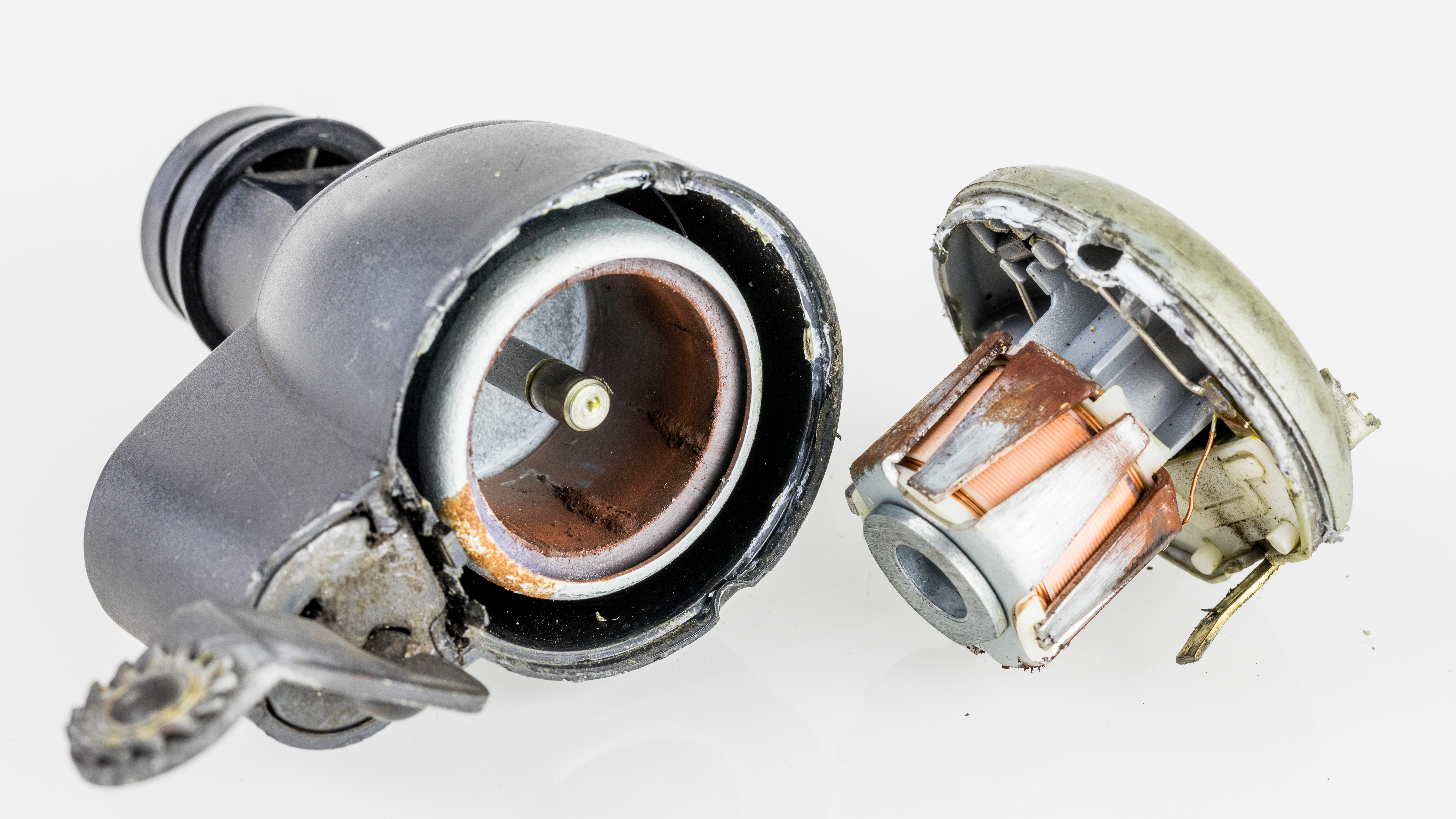
Demontierter Seitenläuferdynamo. Links: Gehäuse mit innenliegendem, durch das Reibrad rotierenden Permanentmagneten. Rechts: Induktionsspule

In der Regel handelt es sich um einen kleinen Einphasen-Wechselstromgenerator, bei dem ein Permanentmagnet durch Bewegung eines Rades angetrieben wird. Der Magnet rotiert in einer feststehenden Ständerwicklung und induziert dort eine Wechselspannung. Unter anderem bei Nabendynamos dreht sich der mit Permanentmagneten bestückte Läufer außen um den innenliegenden Stator.
Fahrradlichtmaschinen sind meist ungeregelt, stabilisieren jedoch die Spannung einigermaßen, indem die Induktivität der Generatorwicklung bei steigenden Drehzahlen (und damit steigender Frequenz) einen steigenden induktiven Serienwiderstand bildet. Da durch diese Impedanz des Dynamos die Spannung stark lastabhängig ist, führt verringerte Last (z. B. durch einen defekten Frontscheinwerfer) zu starker Überspannung, was ein Durchbrennen der Rücklichtglühlampe zur Folge haben kann.
Je nach Ausführung und Qualität haben Fahrradlichtmaschinen sehr schlechte bis sehr hohe Wirkungsgrade. Indizien für einen guten Wirkungsgrad sind geringe Drehzahlen (großes Reibrad, Nabendynamo, Walzendynamo), sowie Kugel- statt Gleitlager.

## Stromlauf und Verkabelung
Der Stromkreis wurde früher meist über je eine Litze zum Verbraucher und den Fahrradrahmen als Masserückleiter bewerkstelligt, so dass nur eine Kabelader pro Verbraucher sichtbar war und der Dynamo nur über einen einzigen Abgang („+“, Phase) für diese Kabel verfügte. Heute setzt sich die Verdrahtung über zwei Kabel immer weiter durch. Dies ist begründet durch die vermehrte Verwendung von nicht elektrisch leitfähigen Rahmenkomponenten und Bauteilen – beispielsweise aus Kunststoffen wie z. B. Schutzbleche – sowie durch den nicht immer zuverlässigen Massestromdurchgang durch die gefetteten Lagerkugeln des Steuersatzes an der Gabel oder beispielsweise über die Gleitbuchsen an einer Federgabel bei der Verwendung eines Nabendynamos.
Bei einleiterigen Verkabelungen ist daher darauf zu achten, dass das Dynamogehäuse bei der Montage mit der Fahrzeugmasse leitfähig verbunden wird. Oft sind daher bei solche Dynamos derbe Zahnscheiben oder blanke Riffelungen auf der Montageseite der Lasche angebracht, um den Lack auf der Anlötlasche der Gabel oder des Rahmens zu durchdringen. Bei älteren Dynamos mit Klemmschellenmontage für die Gabelholme ist oft an der Klemmschelle für diesen Zweck eine kleinere Madenschraube angebracht, die den Massekontakt durch den Lack herstellt.

## Ausrüstungsvorschriften
In Deutschland waren Fahrräder bis Juli 2013 gemäß StVZO verpflichtend mit einem Dynamo auszurüsten. Dieser musste eine Nennleistung von 3 W und eine Nennspannung von 6 V aufweisen. Nach einer Gesetzesänderung ist nun auch die alleinige Nutzung von batterie- oder akkubetriebenen Beleuchtungseinrichtungen sowie deren Kombination mit der Lichtmaschine möglich. Im die Fahrradbeleuchtung behandelnden § 67 der StVZO ist zu den Anforderungen lediglich vermerkt, dass die Nennspannung der Energiequelle mit der Spannung der verwendeten aktiven lichttechnischen Einrichtungen verträglich sein muss.

## Formen von Fahrraddynamos
- Seitenläuferdynamo
- Nabendynamo
- Speichendynamo
- Rollendynamo/Walzendynamo
- Felgendynamo